# Línea 7 del Trolebús de la Ciudad de México
La Línea 7 del Trolebús de la Ciudad de México, anteriormente llamada Línea K1, es una línea de autobuses, recorre de poniente a oriente y viceversa sobre avenida Tláhuac, Calzada Taxqueña, Avenida Miguel Ángel de Quevedo, Avenida Universidad, Avenida Copilco y Avenida de los Insurgentes Sur, desde el CETRAM Periférico Oriente hasta Ciudad Universitaria.
El horario es de Lunes a Domingo de 05:00 a 23:30 hrs con un costo de $4.00 pesos. La Línea también fue una de las rutas del servicio emergente tras el accidente  de la Línea 12 del Metro de la Ciudad de México.
Desde el 31 de enero de 2024, la línea 7 tiene como su nueva terminal oriente el CETRAM Periférico Oriente.

## Estaciones
| Paradas en sentido Poniente a Oriente : |
| - Ciudad Universitaria - Psicología - Av. Copilco - Hermanos Vásquez - Cerro Acasulco - Oxtupulco - Miguel Ángel de Quevedo - Cerro del Hombre - Zaragoza - Melchor Ocampo - Moctezuma - Cuadrante San Francisco - Puente San Francisco - Fernández Leal - Europa - Oceanía - Ohio - División del Norte - Central - Cerro Huitzilac - Central del Sur - Canal de Miramontes - Petróleos Mexicanos - CECyT. No. 13 - Sta. Isabel Tola - Escuela Naval Militar - Miguel Hidalgo - Ejido - San Pablo - Avenida Tláhuac - Culhuacán - Gobernación - Agrario - Educación Pública - Luis Galvani - San Andrés Tomatlán - Prospero Garcia - Emiliano Zapata - Viveros - Lomas Estrella - Calle 11 - Periférico Oriente - Tezonco - Olivos - Nopalera - Zapotitlán - Tlaltenco - Tláhuac |

| Paradas en sentido Oriente a Poniente: |
| - Lomas Estrella - Bahamas - Progreso - Zapata - San Andrés Tomatlán - Luis Galvani - Samuel F.B. Morse - Gobernación - Culhuacán - 16 de Septiembre - San Francisco - Miguel Hidalgo - Escuela Naval Militar - Sta. Isabel Tola - CECyT. No. 13 - Cerro del Cubilete - Canal de Miramontes - Tasqueña - División del Norte - Ohio - América - Asia - Puente San Francisco - Cuadrante San Francisco - Moctezuma - Pino - Melchor Ocampo - Zaragoza - Cerro del Hombre - Av. Universidad - Miguel Ángel de Quevedo - Oxtupulco - Cerro Acasulco - Hermanos Vásquez - Av, Copilco - Retorno Copilco - Ciudad Universitaria (Estadio Olímpico) |